# خدرنق سبخي
خدرنق سبخي (الاسم العلمي: Cheiracanthium pallidum) هو نوع من العناكب يتبع جنس الخدرنق من الفصيلة العناكب الكيسية.